# 사랑의 계절 (드라마)
《사랑의 계절》은 MBC에서 1979년 1월 26일부터 1981년 9월 21일까지 방영한 주간단막극으로, 시청자들의 수기를 받아 각색한 로맨스 드라마이다.

## 등장 인물
- 최불암
- 김혜자
- 정욱
- 박근형
- 박규채
- 변인철
- 이정길
- 김용건
- 이영후
- 김석옥
- 김용림
- 김무생
- 김윤경
- 하재영
- 이덕화
- 한소용
- 김정연
- 김애경
- 박광남
- 박상조
- 박은수
- 임문수
- 임현식
- 조경환
- 김자옥
- 문시경
- 박경현
- 박원숙
- 유판웅
- 최은숙
- 엄유신
- 이효춘
- 국정환
- 김수미
- 김영애
- 박영태
- 손창호
- 김호영
- 나영진
- 박영지
- 신국
- 홍민우
- 강인덕
- 고두심
- 김동주
- 김정하
- 김찬구
- 남영진
- 문회원
- 박종관
- 사상기
- 윤창우
- 이계인
- 정대홍
- 최선균
- 한인수
- 현석
- 홍중기
- 김성찬
- 김웅철
- 김주영
- 송경철
- 박윤배
- 백인철
- 안재은
- 오미연
- 유인촌
- 이금복
- 임채무
- 정태섭
- 차윤회
- 홍순창
- 김동현
- 김해숙
- 박경순
- 송기윤
- 이경실
- 임정하
- 진유영
- 임예진
- 김두삼
- 김보연
- 김연자
- 박병훈
- 박희우
- 신명철
- 이숙
- 이창환
- 전인택
- 한미영
- 홍성선
- 홍성희
- 고영준
- 길용우
- 김홍석
- 신금매
- 오경애
- 이원용
- 정한헌
- 김용선
- 윤순홍
- 이미영
- 이혜숙
- 조한려
- 홍성애
- 오미희
- 이미지
- 이상숙
- 조진원
- 한영수
- 송옥숙

그외 MBC 탤런트 전원